# Feyenoord Rotterdam
Il Feyenoord Rotterdam, noto più semplicemente come Feyenoord (IPA [ˈfɛjəˌnoːrt]), è un club calcistico olandese di Rotterdam. Milita nella Eredivisie, la massima divisione del campionato nazionale.
Originariamente Sportclub Feijenoord, nome che deriva dal quartiere Feijenoord di Rotterdam, dal 1974 utilizza la dicitura Feyenoord per permetterne la pronuncia corretta a chi non conosce l'olandese.
In ambito internazionale è la seconda squadra nei Paesi Bassi per numero di titoli ufficiali vinti (4): una Coppa dei Campioni, 2 Coppe UEFA (record a livello nazionale) e una Coppa Intercontinentale. In ambito nazionale è, invece, la terza squadra nei Paesi Bassi per numero di titoli ufficiali vinti (35). Nella bacheca del club figurano: 16 campionati olandesi, 14 coppe nazionali e 5 supercoppe nazionali. Complessivamente il club si è aggiudicato 39 trofei ufficiali, 35 nazionali e 4 internazionali, che la rendono la terza squadra più vincente nei Paesi Bassi dopo Ajax e PSV.
Insieme con PSV e Ajax fa parte delle "tre grandi" del calcio olandese. La maggiore rivalità è con l'Ajax, con cui il Feyenoord disputa il Klassieker, la "classica" del calcio olandese. Il Feyenoord è terzo nella classifica perpetua dell'Eredivisie, alle spalle di Ajax e PSV.

## Storia

### Origini
Le origini del club risalgono al 19 luglio 1908, quando nella caffetteria de Vereeniging, in Damstraat, nel quartiere Feijenoord di Rotterdam, venne fondato il Wilhelmina, divenuto Sportclub Feijenoord Rotterdam nel 1912. Il suo primo presidente fu Gerardus Dirk van Leerdam, rimasto in carica per tre anni. La squadra adottò subito una divisa rossa con maniche blu e pantaloni bianchi e giocò la sua prima partita contro il Be Quick, battuto per 2-1.
Vinse il primo titolo olandese al termine del campionato 1923-1924, sotto la guida del tecnico inglese Harry Waits. Dal 1924 al 1940 la squadra vinse ben cinque titoli e due coppe nazionali.

### Gli anni sessanta
Il Feijenoord si aggiudicò nuovamente il titolo dopo più di vent'anni, nella stagione 1960-1961, successo bissato l'anno successivo.
Gli olandesi accedettero così alla Coppa dei Campioni 1962-1963, seconda partecipazione alla manifestazione dopo la poco fortunata avventura della stagione precedente.
I biancorossi eliminarono il Servette e il Vasas nei primi due turni, ma in entrambi i casi si rese necessario disputare lo spareggio in campo neutro. Il cammino degli olandesi proseguì eliminando lo Stade de Reims nei quarti, ma terminò in semifinale, dove furono sconfitti dal Benfica: i lusitani vinsero infatti la partita di ritorno 3-1, dopo che l'andata a Rotterdam era finita a reti inviolate.

La festa per la vittoria in Coppa dei Campioni 1969-1970

In seguito il Feijenoord vinse l'ottavo titolo nazionale nel campionato 1964-1965. In quella stagione conquistò anche la coppa nazionale, ottenendo quindi un double, stessa combinazione ottenuta nella stagione 1968-1969.
A seguire, sotto la guida dell'austriaco Ernst Happel, la squadra vinse la Coppa dei Campioni 1969-70 eliminando in sequenza gli islandesi del KR Reykjavík, i campioni in carica del Milan negli ottavi, il Vorwärts Berlino nei quarti e il Legia Varsavia in semifinale per poi sconfiggere 2-1 gli scozzesi del Celtic nella finale di Milano e imporsi come primo club olandese a vincere una competizione UEFA di club.
Il decennio si chiuse con la vittoria della Coppa Intercontinentale sugli argentini dell'Estudiantes (LP): l'andata a Buenos Aires terminò 2-2, e il ritorno a Rotterdam fu vinto 1-0 con un gol di Joop van Daele, da poco entrato in campo al posto di Coen Moulijn.

### Gli anni settanta
Il Feijenoord non fu in grado di difendere il titolo europeo perché al primo turno di Coppa dei Campioni 1970-71 fu eliminato dai romeni dell'UTA Arad.
Nel 1973 l'allenatore Ernst Happel lasciò il posto a Wiel Coerver, che riuscì a portare la squadra alla conquista della Coppa UEFA 1973-74, vinta battendo nella doppia finale gli inglesi del Tottenham Hotspur: il primo atto si concluse sul 2-2, ma nell'incontro conclusivo, disputato il 29 maggio 1974 allo Stadion Feijenoord, il Feijenoord vinse 2-0, e conquistò il trofeo. La stagione venne chiusa nel migliore dei modi, con la conquista dell'undicesimo titolo olandese.
A fine stagione il club decise il cambio ufficiale di denominazione da Feijenoord all'omofono Feyenoord per indicare la corretta pronuncia del nome ai non olandesi.
Per il resto, il Feyenoord chiuse il decennio senza più conquistare titoli, ma, salvo che nella stagione 1977-1978, ottenne sempre dei piazzamenti nelle posizioni di vertice della classifica, che gli consentirono di partecipare alla Coppa UEFA, arrivando a disputare i quarti nella stagione 1976-77.

### Gli anni ottanta
Il Feyenoord tornò a sollevare un trofeo nel 1980, quando conquistò la quinta coppa nazionale. Nella stagione successiva disputò per la prima volta la Coppa delle Coppe, arrivando nuovamente a disputare la semifinale in una competizione europea, ma i futuri campioni della Dinamo Tbilisi sbarrarono la strada per la finale agli olandesi.

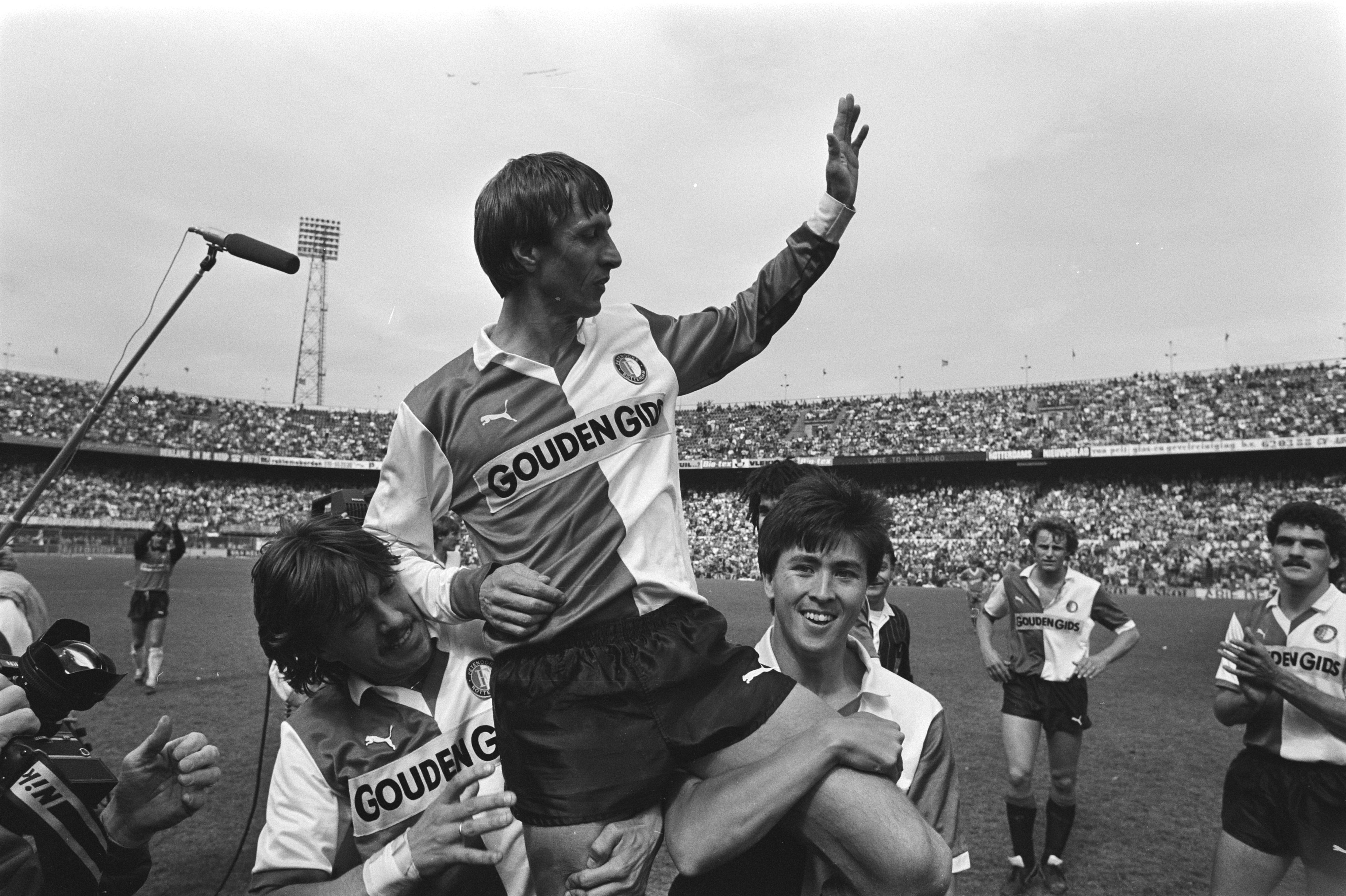
Johan Cruyff festeggia la vittoria del campionato 1983-84 insieme ai compagni

Qualche anno più tardi i biancorossi, con in squadra giocatori del calibro di Johan Cruijff all'ultimo anno di carriera, un giovane Ruud Gullit, e Peter Houtman, tornarono a vincere il titolo nella stagione 1983-84, conquistando inoltre il terzo double. Purtroppo non fu molto fortunata la partecipazione alla Coppa dei Campioni, in cui il Feyenoord venne eliminato nel primo turno dai greci del Panathīnaïkos.

### Gli anni novanta
Il Feyenoord iniziò il decennio successivo con la conquista della settima coppa nazionale nel 1991, seguita nella stagione successiva dalla prima vittoria nella Supercoppa dei Paesi Bassi. Partecipò quindi alla Coppa delle Coppe 1991-92 arrivando per la seconda volta alle semifinali della manifestazione, ma furono gli avversari del Monaco ad accedere alla finale, grazie a due pareggi e alla regola dei gol fuori casa. La stagione venne comunque conclusa con la vittoria dell'ottava coppa nazionale.
I biancorossi tornarono a vincere il titolo olandese nel campionato 1992-1993 e nell'annata seguente parteciparono per la prima volta alla UEFA Champions League, dove terminarono il cammino agli ottavi, eliminati dal Porto, non riuscendo così ad accedere alla fase finale a gruppi che metteva in palio i quattro posti in semifinale. Nelle due stagioni successive il Feyenoord si aggiudicò altrettante coppe nazionali e arrivò per la terza volta alla semifinale della Coppa delle Coppe nella stagione 1995-96, dove venne eliminato dal Rapid Vienna. In seguito partecipò alla UEFA Champions League 1997-1998 grazie al secondo posto in campionato nella stagione precedente, ed ebbe accesso per la prima volta alla fase a gruppi. Gli olandesi, con nove punti conquistati, si classificarono terzi nel girone alle spalle di Manchester United e Juventus, riuscendo a vincere per 2-0 la sfida casalinga con i bianconeri, dopo aver perso per 5-1 a Torino alla prima giornata. Nella stagione 1998-1999 arrivò poi il quattordicesimo titolo olandese.

### Gli anni duemila
Il Feyenoord iniziò il nuovo decennio partecipando alla UEFA Champions League 1999-2000, che lo vede direttamente qualificato alla fase a gironi. Gli olandesi passarono il turno insieme al Rosenborg, poi vennero eliminati nella seconda fase a gruppi, classificandosi terzi alle spalle di Lazio e Chelsea.

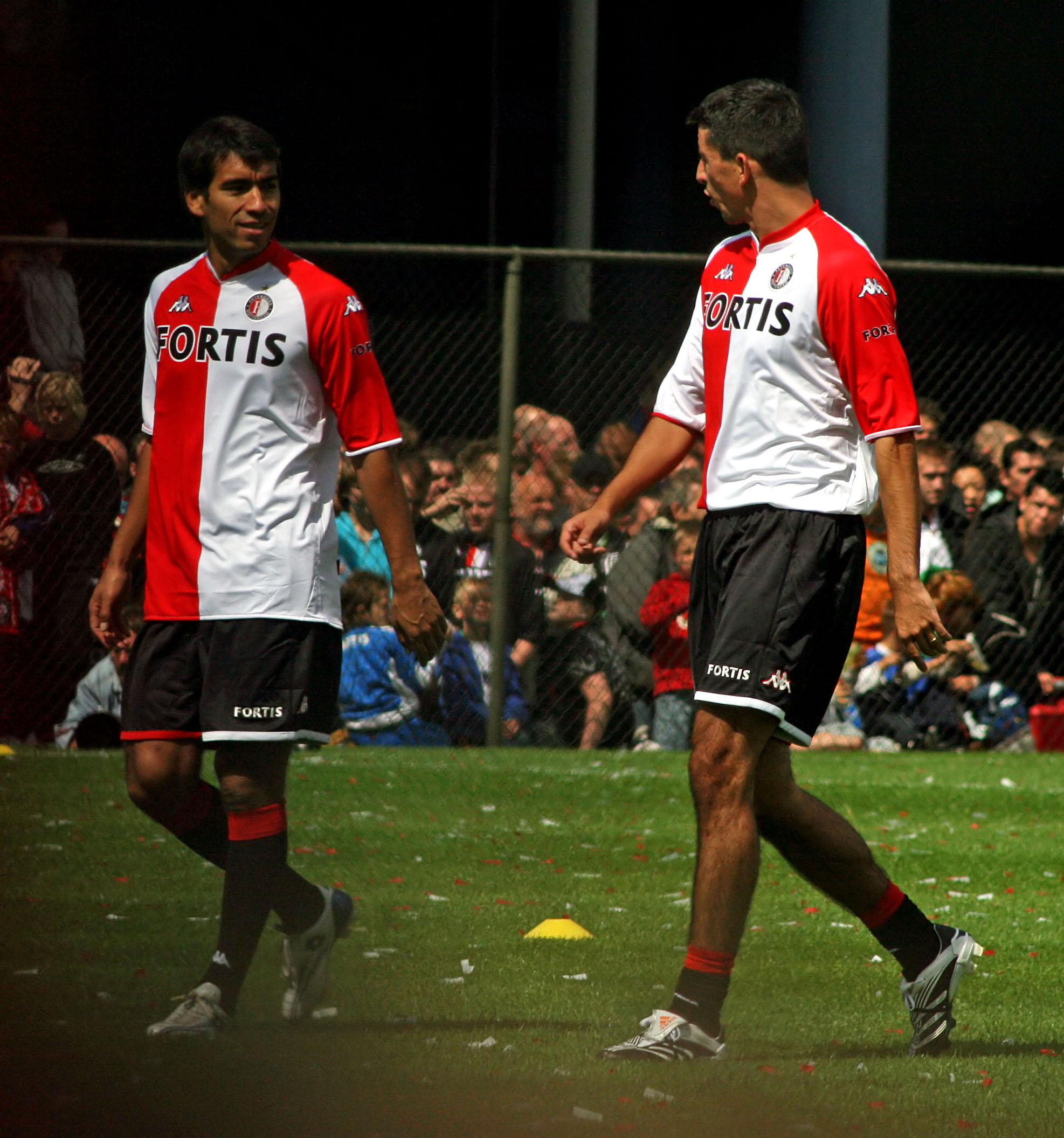
Roy Makaay e Giovanni van Bronckhorst con la maglia del Feyenoord nel 2007

Una nuova partecipazione al massimo torneo continentale avvenne sotto la guida tecnica di Bert van Marwijk nella stagione 2001-2002, in cui la squadra si classificò terza nel girone dietro Bayern e Sparta Praga. Il Feyenoord venne così ammesso alla Coppa UEFA, dove eliminò tra gli altri i connazionali del PSV ai tiri di rigore e l'Inter in semifinale, vincendo per 1-0 la partita di andata al Meazza e pareggiando per 2-2 il ritorno. La finale, disputata in partita unica nello stadio casalingo, vide i biancorossi opposti ai tedeschi del Borussia Dortmund, che furono sconfitti per 3-2 grazie a una doppietta di Pierre van Hooijdonk e a un gol di Jon Dahl Tomasson. Così, dopo ventotto anni dall'ultima vittoria, i biancorossi di Rotterdam si aggiudicarono nuovamente il trofeo.

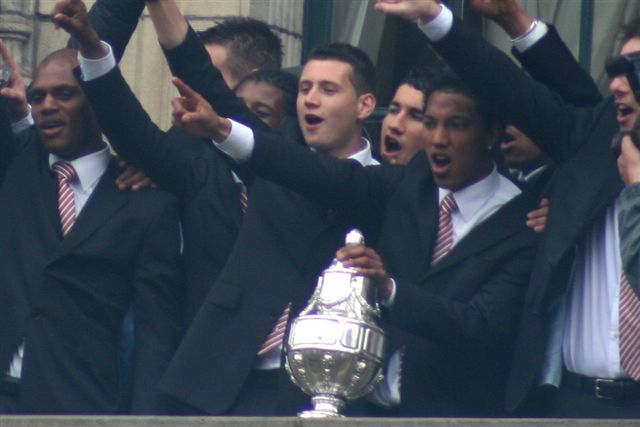
La festa per la vittoria della coppa nazionale 2007-2008

La squadra cominciò la stagione successiva negativamente, perdendo per 3-1 a Monte Carlo la finale della Supercoppa UEFA contro il Real Madrid, ma tornò comunque a disputare la fase a gironi della UEFA Champions League. Inserita in un gruppo contenente anche i futuri finalisti della Juventus, si classificò all'ultimo posto, mancando anche la qualificazione alla Coppa UEFA. Nelle quattro stagioni successive la squadra ottenne altrettante partecipazioni alla Coppa UEFA, arrivando in due occasioni a disputare i sedicesimi. Escluso dalla Coppa UEFA 2006-2007 mentre si apprestava ad affrontare il Tottenham Hotspur a causa degli incidenti occorsi in occasione della penultima partita della fase a gironi contro il Nancy, nella stagione 2007-2008 non partecipò alle competizioni europee, ma vinse la decima coppa nazionale.
La stagione 2008-2009 era quella del centenario per la società di Rotterdam. La squadra, non coinvolta nella lotta per il titolo, trascorse quasi tutto il campionato nella seconda metà della classifica e solo verso la fine della stagione riuscì a raggiungere il settimo posto. Per la stagione successiva il Feyenoord non disputò quindi alcuna competizione europea.

### Gli anni duemiladieci
Per la stagione 2009-2010 la società affidò la panchina a Mario Been, e vennero acquistati giocatori come Sekou Cissé, Dani Fernandez e Stefan Babović. Il 24 ottobre 2010 il Feyenoord subì la più pesante sconfitta della sua storia, perdendo 10-0 in casa del PSV Eindhoven. Fino a quel momento il peggior risultato del Feyenoord era un 8-2 subìto dall'Ajax nel 1983.
Il Feyenoord chiuse la stagione 2011-12 al secondo posto, qualificandosi così al terzo turno preliminare di Champions League.
Nella sessione estiva di mercato del 2012 furono tesserati giocatori come Graziano Pellè, prelevato dal Parma, e Joris Mathijsen, prelevato dal Malaga. De Vrij rimase capitano della squadra allenata da Koeman. Gli ucraini della Dinamo Kiev eliminarono il Feyenoord dalla Champions League. Gli olandesi proseguirono quindi l'avventura in Europa League, dove furono eliminati nel preliminare dallo Sparta Praga, non riuscendo a entrare nel tabellone principale del torneo. In campionato si piazzarono al 3º posto dietro Ajax e PSV, qualificandosi per l'Europa League. Pellè realizzò ben 27 gol in 29 partite di campionato, risultando il secondo miglior marcatore della Eredivisie.
Nel 2013-2014 il Feyenoord visse il suo peggior inizio di stagione. Perse le prime tre partite e mantenne un rendimento instabile per tutto il campionato, ma a causa delle frenate delle avversarie riuscì a rimanere in corsa per il titolo, piazzandosi alla fine secondo dietro l'Ajax. In Europa League uscì al terzo turno preliminare contro il Kuban', restando fuori dal tabellone principale dell'Europa per il quinto anno consecutivo.
Il 1º febbraio 2014 Ronald Koeman annunciò la volontà di lasciare il club alla fine della stagione. Il 3 marzo venne reso noto il nome del successore, Fred Rutten.
Nell'estate del 2014 il Feyenoord perse quattro dei suoi migliori giocatori: Daryl Janmaat, Stefan de Vrij, Bruno Martins Indi e Graziano Pellè, voluto da Ronald Koeman al Southampton. Arrivarono, invece, Warner Hahn, Luke Wilkshire, Khalid Boulahrouz, Bilal Başaçıkoğlu, Colin Kâzım-Richards, Jens Toornstra, Kenneth Vermeer e Karim El Ahmadi. Cinque punti nelle prime quattro giornate di campionato costituirono un inizio deludente, ma il Feyenoord si rifece in ambito europeo, dove dopo essere stato eliminato dal Beşiktaş nei preliminari di Champions League, accedette al tabellone principale dell'Europa League per la prima volta in sei anni e superò la prima fase. Sorteggiata contro la Roma per i sedicesimi di finale dell'Europa League, la squadra pareggiò l'andata per 1-1 in trasferta. Prima della partita i tifosi del Feyenoord si resero protagonisti di gravi atti vandalici nel centro storico della città di Roma, in particolar modo in Piazza di Spagna, danneggiando seriamente monumenti storici come la Fontana della Barcaccia del Bernini. Il Feyenoord uscì perdendo la partita di ritorno per 1-2 con la Roma a Rotterdam. Non avendo vinto alcuna delle ultime cinque partite di campionato, finì quarto in Eredivisie, dietro l'AZ Alkmaar. Ai play-off per un posto in Europa League fu eliminata dall'Heerenveen. Rutten concluse la stagione, ma già a marzo annunciò la volontà di abbandonare l'incarico alla fine dell'annata. Il 23 marzo 2015 fu reso noto il nome del successore, Giovanni van Bronckhorst.
Nella stagione 2015-2016 il Feyenoord si aggiudicò la Coppa d'Olanda, primo trofeo dal 2008, battendo l'Utrecht per 2-1 nella finale disputatasi il 24 aprile 2016 allo stadio De Kuip.
Nel 2016-2017 il Feyenoord si aggiudicò il primo titolo di Eredivisie dal 1999 battendo, all'ultima giornata, l'Heracles Almelo per 3-1 con tripletta di Dirk Kuyt. La stagione iniziò in modo ottimo, con nove vittorie nelle prime nove partite di campionato, oltre al successo per 1-0 contro il Manchester Utd in Europa League. La squadra vinse quattro altre partite prima della sosta natalizia e a metà della stagione, dopo 17 giornate, si ritrovò a quota 42 punti in classifica. Con sette punti in sei partite, terminò nella fase a gironi il cammino in Europa League. Dopo la ripresa della stagione, la squadra venne eliminata ai quarti di finale della Coppa d'Olanda contro il Vitesse, ma continuò a raccogliere vittorie in campionato, ben dieci di fila (di cui le ultime sette nel 2017), per poi subire solo tre sconfitte nelle ultime dieci giornate e non lasciando mai la vetta della graduatoria.
La stagione 2017-2018 iniziò con la vittoria, nell'agosto 2017, della Supercoppa d'Olanda contro il Vitesse, battuto al De Kuip per 4-2 ai tiri di rigore dopo l'1-1 dei 90 minuti. L'annata fu, tuttavia, meno soddisfacente della precedente: il Feyenoord uscì nella fase a gironi della Champions League ottenendo solo tre punti (contro il Napoli) nel difficile girone con Manchester City, lo stesso Napoli e Šachtar e in Eredivisie si piazzò quarto. Vinse, tuttavia, la Coppa d'Olanda battendo in finale l'AZ Alkmaar al De Kuip per 3-0.
Nel 2018-2019 il club di Rotterdam si aggiudicò per la seconda volta consecutiva e la quarta in totale la Supercoppa d'Olanda, quinto trofeo dal 2016, battendo per 6-5 ai tiri di rigore il PSV al Philips Stadion (0-0 dopo 90 minuti di gioco). Nel 2019-2020 disputò una buona stagione, concludendo 3º in Eredivisie e in Coppa d'Olanda si qualificò per la finale, mai giocata causa Pandemia di Covid-19.

### Gli anni duemilaventi
Nell'annata 2020-2021 concluse 5º e si qualificò per la neonata UEFA Europa Conference League. Nella stagione seguente la squadra si piazzò al terzo posto in campionato mentre in ambito internazionale raggiunse la finale di Conference League, persa per 1-0 contro la Roma di José Mourinho.
Nell'annata 2022-2023 la squadra di Rotterdam riuscì nell'impresa di vincere l'Eredivisie, battendo la concorrenza del più quotato Ajax, a sette anni di distanza dall'ultimo successo nazionale. In Europa, la squadra venne nuovamente estromessa dalla Roma perdendo per 4-1 il ritorno dei quarti di finale (dopo aver vinto l'andata per 1-0). L'anno successivo, la squadra viene nuovamente eliminata, sempre per mano della Roma, dai playoff di Europa League. La stagione seguente si aprì con la sconfitta in Supercoppa d'Olanda a favore del PSV, ma il Feyenoord riuscì a vincere la KNVB Beker, mentre in Eredivisie chiuse al secondo posto, 7 punti dietro sempre il PSV. Successivamente riaffrontò la squadra di Eindhoven nella Supercoppa, questa volta vincendo e ottenendo cosi la sua quinta Johann Crujiff Schall.

## Stemma

Logo originale
Logo negli anni '20
Logo degli anni '30
1997–2008
Logo durante il centenario, 2008-2009
2009–2024
2024-presente

## Strutture

### Stadio
Il Feyenoord gioca le partite casalinghe nello Stadion Feijenoord. Inaugurato nel 1937 può ospitare oggi 51 117 spettatori. È soprannominato de Kuip (La Vasca).

## Società

### Amministrazione

#### Consiglio
- Toon van Bodegom (Presidente)
- Gerard Moussault (Membro del consiglio)
- Sjaak Troost (Membro del consiglio)
- Ronald Brus (Membro del consiglio)
- Peter van der Laan (Membro del consiglio)

#### Gestione
- Mark Koevermans (Direttore generale)
- Pieter Smorenburg (Direttore finanza e operazioni)
- Joris van Dijk (Direttore commerciale)
- Frank Arnesen (Direttore tecnico)

### Sponsor
| Cronologia degli sponsor ufficiali - dal 1981-82 al 1983-84: Gouden Gids - dal 1984-85 al 1988-89: Opel - dal 1989-90 al 1990-91: HCS - dal 1991-92 al 2003-04: Stad Rotterdam Verzekeringen - dal 2004-05 al 2008-09: Fortis - dal 2009-10 al 2012-13: ASR - dal 2013: Opel | Cronologia degli sponsor tecnici - 1981-1982: Adidas - dal 1981-82 al 1986-87: Puma - dal 1987-88 al 1989-90: Hummel - dal 1990-91 al 1999-2000: Adidas - dal 2000-09: Kappa - dal 2009-14: Puma - dal 2014-2023: Adidas - dal 2023: Castore |

## Allenatori e presidenti
Di seguito è riportata la lista degli allenatori e dei presidenti che si sono succeduti alla guida del Feyenoord dalla sua fondazione.
- 1924-1925  Harry Waits
- 1936-1937  Ferenc Molnár
- 1935-1939  Richard Kohn
- 1941-1942  Kees van Dijke
- 1942-1946  Kees Pijl
- 1946-1950  Adriaan Koonings
- 1951-1955  Richard Kohn
- 1956-1958  Jaap van der Leck
- 1959-1961  Jiří Sobotka
- 1961-1963  Franz Fuchs
- 1963-1964  Norberto Höfling
- 1964-1967  Wilhelm Kment
- 1967-1969  Ben Peeters
- 1969-1973  Ernst Happel
- 1973-1975  Wiel Coerver
- 1975-1976  Antoni Brzezanczyk
- 1976-1978  Vujadin Boškov
- 1978-1982  Václav Ježek
- 1982-1983  Hans Kraay
- 1983-1984  Thijs Libregts
- 1984-1985  Thijs Libregts (1 lug.-15 ott.) 
 Ab Fafié (16 nov.- 30 giu.)
- 1985-1986  Ab Fafié
- 1986-1988  Rinus Israël
- 1988-1989  Rob Jacobs
- 1989-1990  Pim Verbeek
- 1990-1991  Pim Verbeek,  Gunder Bengtsson (1 lug.-15 mar.)
- Wim Jansen (16 mar.- 30 giu.)
- 1991-1992  Hans Dorjee (1 lug.-16 mar.)
- : Wim Jansen (17 mar.- 30 giu.)
- 1992-1995  Willem van Hanegem
- 1995-1996  Willem van Hanegem (1 lug.-2 ott.) 
 Geert Meijer (3 ott.-4 ott.)
 Arie Haan (15 nov.- 30 giu.)
- 1996-1997  Arie Haan
- 1997-1998  Leo Beenhakker
 Leo Beenhakker,  Geert Meijer (29 ott.- 6 nov.)
 Leo Beenhakker (7 nov.- 30 giu.)
- 1998-2000  Leo Beenhakker
- 2000-2004  Bert van Marwijk
- 2004-2005  Ruud Gullit
- 2005-2006  Erwin Koeman
- 2006-2007  Erwin Koeman (1 lug.-3 mag.) 
 Leo Beenhakker (5 mag.- 30 giu.)
- 2007-2008  Bert van Marwijk
- 2008-2009  Gertjan Verbeek (1 lug.-14 gen.) 
 Leon Vlemmings (15 gen.- 30 giu.)
- 2009-2011  Mario Been
- 2011-2014  Ronald Koeman
- 2014-2015  Fred Rutten
- 2015-2019  Giovanni van Bronckhorst
- 2019-2020  Jaap Stam (6 mar.-28 ott.)
 Dick Advocaat (30 ott.-30 giu.)
- 2020-2021  Dick Advocaat
- 2021-2024  Arne Slot
- 2024-2025  Brian Priske
- 2025  Pascal Bosschaart (ad interim)
- 2025-in carica  Robin van Persie

- Gerardus Dirk van Leerdam (1908-1911)
- Leen van Zandvliet (1911-1918)
- Jan van Bennekom (1918-1919)
- Johan Weber (1920-1925)
- Leen van Zandvliet (1925-1939)
- Cor Kieboom (1939-1967)
- Guus Couwenberg (1967-1973)
- Leo van Zandvliet (1973-1979)
- Guus Couwenberg (1979-1982)
- Gerard Kerkum (1982-1989)
- Carlo de Swart (1989-1990)
- Amandus Lundqvist (1990-1992)
- Jorien van den Herik (1992-2006)
- Gerard Kerkum (2007)
- Dick van Well (2007-)

## Calciatori
Campioni d'Europa
- Sjaak Troost (Germania Ovest 1988)
- Joop Hiele (Germania Ovest 1988)

## Palmarès

### Competizioni nazionali
- Campionato olandese: 16

1923-1924, 1927-1928, 1935-1936, 1937-1938, 1939-1940, 1960-1961, 1961-1962, 1964-1965, 1968-1969, 1970-1971, 1973-1974, 1983-1984, 1992-1993, 1998-1999, 2016-2017, 2022-2023
- Coppa dei Paesi Bassi: 14

1929-1930, 1934-1935, 1964-1965, 1968-1969, 1979-1980, 1983-1984, 1990-1991, 1991-1992, 1993-1994, 1994-1995, 2007-2008, 2015-2016, 2017-2018, 2023-2024
- Supercoppa dei Paesi Bassi: 5

1991, 1999, 2017, 2018, 2024

### Competizioni internazionali
- Coppa dei Campioni: 1

1969-1970
- Coppa UEFA: 2  (record olandese)

1973-1974, 2001-2002
- Coppa Intercontinentale: 1

1970
Trofei amichevoli
- Coppa Intertoto: 1

1967
- Benelux Cup: 2

1958, 1959

## Statistiche e record

### Partecipazione ai campionati e ai tornei internazionali

#### Campionati nazionali
Alla stagione 2024-2025 il club, che da più di un secolo è continuativamente nella massima serie, ha partecipato ai seguenti campionati nazionali:
| Livello | Categoria     | Partecipazioni | Esordio   | Ultima stagione | Totale |
| ------- | ------------- | -------------- | --------- | --------------- | ------ |
| 1º      | Hoofdklasse   | 2              | 1917-1918 | 1918-1919       | 105    |
| 1º      | Eerste klasse | 34             | 1921-1922 | 1955-1956       | 105    |
| 1º      | Eredivisie    | 69             | 1956-1957 | 2024-2025       | 105    |
| 2º      | Tweede klasse | 3              | 1916-1917 | 1920-1921       | 3      |
| 3º      | Derde klasse  | 4              | 1912-1913 | 1915-1916       | 4      |

#### Tornei internazionali
Alla stagione 2024-2025 il club ha ottenuto le seguenti partecipazioni ai tornei internazionali:
| Categoria                                | Partecipazioni | Esordio   | Ultima stagione |
| ---------------------------------------- | -------------- | --------- | --------------- |
| Coppa dei Campioni/UEFA Champions League | 19             | 1961-1962 | 2024-2025       |
| Coppa delle Coppe                        | 5              | 1980-1981 | 1995-1996       |
| Coppa UEFA/UEFA Europa League            | 25             | 1972-1973 | 2023-2024       |
| UEFA Europa Conference League            | 1              | 2021-2022 | 2021-2022       |
| Coppa Intercontinentale                  | 1              | 1970      | 1970            |
| Supercoppa UEFA                          | 1              | 2002      | 2002            |

### Statistiche individuali
il giocatore con più presenze nelle competizioni europee è Patrick Paauwe a quota 55, mentre il miglior marcatore è Graziano Pellè con 55 gol.

### Statistiche di squadra
A livello internazionale la miglior vittoria è il 12-0 esterno ottenuto contro il Rumelange nel primo turno della Coppa UEFA 1972-1973, mentre la peggior sconfitta è rappresentata dal 5-0 subito dal Real Madrid nel primo turno della Coppa dei Campioni 1965-1966.

## Tifoseria
I tifosi più accesi del Feyenoord formano un gruppo di nome Het Legioen (in ned. "La Legione") e spesso seguono in gran numero gli allenamenti della squadra.
Nel 1963 ben tremila sostenitori del Feyenoord si recarono a Lisbona per la partita di Coppa dei Campioni contro il Benfica. Quando il Feyenoord gioca nelle coppe europee le trasferte della squadra possono attirare anche ottomila tifosi. Nel 1996, per la partita in casa del Borussia M'gladbach, furono quindicimila i sostenitori al seguito della compagine di Rotterdam e nel 2015 gli allenamenti della squadra hanno fatto registrare anche diecimila presenze. In ambito nazionale sono molto sentiti i match contro Ajax e PSV, che attirano da sempre diverse migliaia di tifosi.
In occasione della gara contro l'Ado Den Haag del settembre 2019, i tifosi del Feyenoord hanno invitato allo stadio alcuni bambini malati di cancro e hanno poi lanciato verso di loro giocattoli e peluches.

### Gemellaggi
La tifoseria del Feyenoord è gemellata con quella del Sunderland e con quella del Napoli.

### Rivalità
La principale rivalità, legata al dualismo storico tra Amsterdam e Rotterdam, è quella con l'Ajax. I due club disputano il Klassieker, il classico del calcio olandese. Il Feyenoord vive una forte rivalità anche con i rivali cittadini dello Sparta Rotterdam e dell'Excelsior, con cui disputa il derby di Rotterdam. Invece a livello internazionale, negli ultimi anni è nata una rivalità con la Roma.

## Organico

### Rosa 2025-2026
Aggiornata al 10 agosto 2025.
| N. |                                 | Ruolo | Calciatore            |
| -- | ------------------------------- | ----- | --------------------- |
| 1  | Paesi Bassi (bandiera)          | P     | Justin Bijlow         |
| 2  | Paesi Bassi (bandiera)          | D     | Bart Nieuwkoop        |
| 3  | Paesi Bassi (bandiera)          | D     | Thomas Beelen         |
| 4  | Giappone (bandiera)             | D     | Tsuyoshi Watanabe     |
| 5  | Paesi Bassi (bandiera)          | D     | Gijs Smal             |
| 6  | Corea del Sud (bandiera)        | C     | Hwang In-beom         |
| 7  | Polonia (bandiera)              | C     | Jakub Moder           |
| 8  | Paesi Bassi (bandiera)          | C     | Quinten Timber        |
| 9  | Giappone (bandiera)             | A     | Ayase Ueda            |
| 10 | Paesi Bassi (bandiera)          | A     | Calvin Stengs         |
| 11 | Portogallo (bandiera)           | A     | Gonçalo Borges        |
| 14 | Paesi Bassi (bandiera)          | C     | Sem Steijn (capitano) |
| 15 | Australia (bandiera)            | D     | Jordan Bos            |
| 16 | Paesi Bassi (bandiera)          | A     | Leo Sauer             |
| 17 | Danimarca (bandiera)            | A     | Casper Tengstedt      |
| 18 | Austria (bandiera)              | D     | Gernot Trauner        |
| 19 | Argentina (bandiera)            | A     | Julián Carranza       |
| 20 | Costa Rica (bandiera)           | D     | Jeyland Mitchell      |
| 21 | Bosnia ed Erzegovina (bandiera) | D     | Anel Ahmedhodžić      |
| 22 | Germania (bandiera)             | P     | Timon Wellenreuther   |
| 23 | Algeria (bandiera)              | A     | Anis Hadj Moussa      |

| N. |                           | Ruolo | Calciatore          |
| -- | ------------------------- | ----- | ------------------- |
| 25 | Paesi Bassi (bandiera)    | C     | Shiloh 't Zand      |
| 26 | Paesi Bassi (bandiera)    | D     | Givairo Read        |
| 27 | Mali (bandiera)           | A     | Gaoussou Diarra     |
| 28 | Marocco (bandiera)        | C     | Oussama Targhalline |
| 29 | Argentina (bandiera)      | C     | Ezequiel Bullaude   |
| 30 | Svizzera (bandiera)       | C     | Jordan Lotomba      |
| 31 | Messico (bandiera)        | A     | Stéphano Carrillo   |
| 34 | Costa d'Avorio (bandiera) | C     | Chris-Kévin Nadje   |
| 35 | Paesi Bassi (bandiera)    | D     | Neraysho Kasanwirjo |
| 36 | Paesi Bassi (bandiera)    | A     | Jaden Slory         |
| 37 | Paesi Bassi (bandiera)    | P     | Mannou Berger       |
| 39 | Irlanda (bandiera)        | P     | Liam Bossin         |
| 40 | Paesi Bassi (bandiera)    | C     | Luciano Valente     |
| 43 | Paesi Bassi (bandiera)    | D     | Jan Plug            |
| 57 | Paesi Bassi (bandiera)    | A     | Aymen Sliti         |
|    | Belgio (bandiera)         | D     | Antef Tsoungui      |

### Staff tecnico
- Robin van Persie - Allenatore
- René Hake - Vice allenatore
- Etiënne Reijnen - Assistente allenatore
- John de Wolf - Assistente allenatore
- Jyri Nieminen - Allenatore dei portieri
- Joey Klene - Video Analyst
- Frank Boer - Team Manager

### Giovanili
- Rini Coolen (Responsabile giovanili)
- Raymond van Meenen (Responsabile giovanili)

#### Allenatori Accademia Feyenoord
- Cor Adriaanse (Senior Coach)
- Pascal Bosschaart (U-21)
- Melvin Boel (U-18)
- Davey van den Berg (U-17)
- Brian Pinas (U-16)
- David Toxopeus (U-15)
- Gaston Taument (U-14)
- Martijn den Haan (U-13)
- Martijn de Vries (U-12)
- Dane Brard (U-11)
- Jim Camphens (U-10)
- Harrie Nugteren / Dencho Narcisio (U-9)
- Melvin Zaalman / Revelino Kramer / Terence Arnaud (U-8/U-7)